# Victorio Pezzolla
Victorio Pezzolla,
nome completo,Victorio Marcial Pezzolla (Buenos Aires, 29 maggio 1952) è un musicista argentino naturalizzato italiano.

## Biografia
È inoltre produttore, compositore, arrangiatore e paroliere. Ha studiato chitarra prima a Genova, poi a Roma.
Nel 1974, compone la sua prima colonna sonora per il film La liceale di Michele Massimo Tarantini con Gloria Guida, Alvaro Vitali, Mario Carotenuto e Gianfranco D'Angelo per la Dania Film, uscito nel 1975.
Seguono L'Argent du ministre di Mauro Cappelloni (1979), Incontro nell'ultimo paradiso di Umberto Lenzi, (1982) da cui la canzone dei titoli As The night interpretata dalla band dei "Victoria" (Emma Jacobs, Stefano Galante, Victorio Pezzolla). Eddy e la banda del sole luminoso (1992), film animato di Don Bluth, con canzoni interpretate da Rossana Casale e Bobby Solo, Diario di un vizio, di Marco Ferreri  con Sabrina Ferilli, Jerry Calà (1993), Qui a Manduria tutto bene, di Enzo Pisconti con Enzo Pisconti e Martufello, prodotto da Mauro Cappelloni (2008)
Nel 1980 compone parole e musica di I Am a Rebel interpretata da Leif Garrett e prodotta da Richard Finch dei KC and the Sunshine Band e nel 1981 arrangia e produce in studio per la WEA il singolo di Marina Perzy E-Op / Ancora un po'. 
Nello stesso anno viene chiamato a comporre la musica per lo spot TV della campagna europea della Michelin e, da lì in poi, comincia la realizzazione di una lunga serie di jingles per spot pubblicitari nell'arco di molti anni a venire. 
Nel 1981 scrive Memories, arrangiata e composta insieme a Tony Fiore per Ellen Cobben (singolo a 45 giri che ha come lato B Rollin), la cui versione in italiano, Facile (col testo di Paola Blandi), viene poi cantata da Liana Orfei . 
Nel 1982 ri-arrangia due brani dei Bee Gees, I Started a Joke e Marley Purt Drive(Pomeriggio ore 6) in una versione strumentale suonata alla chitarra da Tony Fiore, inserite in una compilation della K-Tel. 
Nel 1983 realizza la pre-produzione di Sarà quel che sarà, brano con cui Tiziana Rivale (allora esordiente) vince il Festival di Sanremo di quell'anno, pubblicato dalla WEA (con cui incide anche l'omonimo album Tiziana Rivale) 
Nel 1984, ancora per la WEA, produce Regalami un sorriso, successo di Drupi e arrangiata da Tony Hymas dei Ph.D, presentata al Festival di San Remo di quell'anno. Sempre nell'84, nuovamente per la WEA, arrangia e produce insieme con i Logo il loro disco-mix "Breaking Bossa Nova".
È produttore e interprete dei primi tre album italiani dei Puffi  ed anche produttore, compositore e talvolta interprete di numerosi dischi dance Italo disco nei primi anni ottanta (Dealer/Black Jack, Asso/Do it again-Don' t Stop, Pussycat/Le Chat, Nasty Schoolboys/You don' t have a bicycle, Caballero/Gitana tra gli altri).
Ha composto anche sigle di programmi per la TV tra cui Gioca, interpretata da Juli & Julie per TG 3 lo sport, I Am a Rebel , cantata da Leif Garrett per Il barattolo  presentato da Fabrizio Frizzi su RAI 2, brani per Happy Magic, sempre su RAI, numerose canzoni di genere latino-americano per Vamos a bailar, presentato su Rai 1 nel 1993 da Leonardo Pieraccioni e Brigitta Boccoli e la sigla del cartone "Potsworth & Co." dall'album de I Bambini Irresistibili, che contiene anche la canzone Coccolypso, tradotta anche in portoghese col titolo di Coccolypso de São Tomé sigla anch'essa di un programma TV in Portogallo.
Nel 1990 produce per la EMI gli Eucalypso, gruppo d'avanguardia genovese di rock latino, il cui leader era Andrea Di Marco, che in seguito entrerà nella formazione originaria dei Cavalli Marci. "Brrrividi" e "Affogando nella lacca" fanno parte della colonna sonora del film Diario di un vizio,  mentre "Mamba Libre" e "El Pato", del programma TV Vamos a bailar.
Nel 1991, insieme con Umberto Decimo produce negli studi della EMI a MIlano, per la EMI Music Publishing La memoria di Venere, album dei Le Masque. Nello stesso anno, viene incaricato dal regista Marco Ferreri di coordinare la parte musicale della colonna sonora del Film  La carne, con Sergio Castellitto e Francesca Dellera e, successivamente, anche di Diario di un vizio, con Jerry Calà e Sabrina Ferilli, dove compone il tema del film, Tango del Sur e la colonna sonora, insieme con Gato Barbieri.
Nel 1992 ha partecipato come percussionista al tour italiano di Rossana Casale, assieme ad Andrea Zuppini (chitarra), Andrea Valentini (Batteria, in seguito batterista dei Blood, Sweat & Tears), Fabio Nuzzolese (Piano)  e Alessandro Cercato (basso).
Come paroliere, oltre ad aver scritto i testi in spagnolo, in Inglese e in Italiano di quasi tutte le sue composizioni, ha scritto testi in spagnolo per Nicola Di Bari. Ha scritto inoltre la versione in spagnolo di An American Hymn, (Himno Al Amor), la cui versione originale è stata cantata da Plácido Domingo ed anche le versioni in spagnolo di Always on My Mind (Vives En Mi Corazón) cantata in originale da Elvis Presley e di Let's make love (Amame) la cui versione originale è interpretata da Faith Hill e Tim McGraw.
Entrambe, Amame e Vives En Mi Corazón sono contenute nell'album di Patrizio Buanne Forever Begins Tonight (2006).
Nel 2008, ha prodotto l'album di jazz di Lele Micò Il sole sull'onda di un pianoforte, dove insieme al pianista suonano Sergio Farina, Giancarlo Porro, Flavio Scopaz, Tommy Bradascio e Pepe Ragonese.
Nel 2009 ha realizzato Cruising, un album lounge anni settanta con Giancarlo Porro, Davide Moretto, Edoardo de Angelis e Lele Micò.
Nel 2012 esce il CD Petrolio, un concept album di canzoni in italiano da lui composte e cantate.
Sempre nel 2012 la Private Records tedesca pubblica un LP a 33 giri, disco in vinile a tiratura limitata dal titolo "Do it again", di una raccolta di brani italo disco anni '80 prodotti da Victorio Pezzolla, la cui lead track è la versione di Asso di Do It Again degli Steely Dan.
Tra il 2013 e il 2014 compone e realizza insieme con Stefano Barzan "Latin Pop Songs" per la Flippermusic, un album di canzoni "surfeggianti" in spagnolo e in inglese di ambientazione basso-californiana, nonché un po' "Tex/Mex". Tra i musicisti che hanno partecipato, oltre a Stefano Barzan alle tastiere e Victorio Pezzolla, chitarra e voce, vi sono anche Giancarlo Porro (Sax e Flauto) e Massimo Mariani (Chitarre e voce).
Nel 2015 Sophisticated Lady, un album strumentale dalle sonorità raffinate e sensuali e, alla fine dello stesso anno, Dream Holidays, uscito nel 2016, anch'esso strumentale. Stessi autori, musicisti ed etichetta, la Flippermusic.
Nel 2018 viene rimasterizzata la colonna sonora del film italiano "Qui a Manduria tutto bene" per farne un album ex novo.
Ha insegnato all'ENIT di Milano (ex Feltrinelli) dal 1987 al 1989 diritto d'autore applicato alla sincronizzazione audio/video con nozioni di tecnica di registrazione. È stato assistente di Keith Emerson durante il periodo della realizzazione della musica per il film Inferno (1980) di Dario Argento. Nell'arco della sua carriera, in tempi diversi, ha lavorato per quasi tutte le multinazionali, sia delle Edizioni Musicali che della Discografia, in ordine cronologico: RCA Italiana, PolyGram, WEA Italiana, EMI, BMG Ricordi.
Al debutto delle radio libere trasmette, durante l'inverno del 1975/76 su Radio Liguria 1 insieme a Mario "PANDA" Voiello e da Ottobre del 2015, fino a Settembre del 2021 ha collaborato con Radio Francigena come ideatore e conduttore della rubrica "RockApedia", enciclopedia audio del rock.

## Filmografia
- 1975 - La liceale di Michele Massimo Tarantini
- 1979 - L'Argent du ministre di Mauro Cappelloni
- 1982 - Incontro nell'ultimo paradiso di Umberto Lenzi
- 1991 - La carne di Marco Ferreri (come coordinatore musicale)
- 1992 - Eddy e la banda del sole luminoso di Don Bluth
- 1993 - Diario di un vizio di Marco Ferreri
- 2008 - Qui a Manduria tutto bene di Enzo Pisconti

## Televisione
come compositore
- 1978 - TG3 Lo sport
- 1980 - Il barattolo
- 1982 - Happy Magic
- 1993 - Vamos a bailar
- 1993 - Potsworth & Co.

## Discografia
- 1975 - La liceale (LP/MC)
- 1979 - Juli & Julie - Gioca (SP 7")
- 1980 - Leif Garrett - I Am a Rebel (SP 7")
- 1981 - Arrivano i Puffi (LP/MC)
- 1981 - Marina Perzy E-Op / Ancora un po' (SP 7")
- 1981 - Ellen Cobben Memories' (SP 7")
- 1982 - I Puffi (LP/MC)
- 1982 - Victoria - As the night (SP 7")
- 1982 - Victorio Pezzolla - Dancin' (LP)
- 1982 - Dealer - Black Jack (DiscoMix 12")
- 1983 - Asso - Do it again/Don't stop (DiscoMix 12")
- 1983 - Le canzoni dei Puffi (LP/MC)
- 1983 - Victorio Pezzolla/Stefano Galante - Thrilling (LP)
- 1983 - Pussycat - Le Chat (DiscoMix 12")
- 1983 - Caballero - Gitana (DiscoMix 12")
- 1984 - La banda dei Puffi (LP/MC)
- 1984 -  Nasty Schoolboys -You don' t have a bicycle (DiscoMix 12")
- 1992 - Potsworth & Co. - I bambini irresistibili (CD)
- 1992 - "Eddy e la banda del sole luminoso" (CD)
- 1993 - "Diario di un vizio" (CD)
- 2009 - "Cruising" (CD) - mp3
- 2010 - "Last Paradise" (CD) - mp3
- 2012 - Petrolio (CD) - mp3
- 2012 - "Do it again" LP
- 2014 - Latin pop songs  - mp3
- 2015 - "Sophisticated Lady"  - mp3
- 2016 - Dream Holidays  - mp3
- 2018 - "Qui a Manduria tutto bene" remix - mp3